# 見解
| ウィキペディアには「見解」という見出しの百科事典記事はありません（タイトルに「見解」を含むページの一覧/「見解」で始まるページの一覧）。 代わりにウィクショナリーのページ「見解」が役に立つかもしれません。 |